# Tordera
Tordera è un comune catalano di 17 116 abitanti situato nella comunità autonoma della Catalogna.